# Jack Cassidy
John Joseph Edward “Jack” Cassidy, född 5 mars 1927 i Richmond Hill i Queens i New York, död 12 december 1976 i West Hollywood i Los Angeles i Kalifornien, var en amerikansk skådespelare.

## Biografi
Cassidy gjorde Broadwaydebut som 15-åring i sång- och danskören i Something for the Boys, och under 1950- och 1960-talen blev han en etablerad stjärna på musikalscenen. Han uppträdde också i många revyer och nattklubbshower.
Han filmade endast sporadiskt. Bland hans filmer kan nämnas Den vilda polisjakten (1971), TV-filmen Columbo: Murder by the Book (1971) och Licens att döda (1975).
Han omkom, 49 år gammal, i en lägenhetsbrand som totalförstörde hans lägenhet, brandorsaken var sängrökning.
I sitt första äktenskap (1948–1956) var han gift med skådespelaren Evelyn Ward; deras son var den på 1970-talet populära tonårsidolen David Cassidy. Åren 1956–1974 var han gift med skådespelaren Shirley Jones; de fick tre söner tillsammans.

## Filmografi i urval
- 1970 – The Andersonville Trial
- 1971 – Columbo: Murder by the Book
- 1971 – Den vilda polisjakten
- 1974 – Columbo: Publish or Perish
- 1974 – The Phantom of Hollywood
- 1975 – Licens att döda
- 1976 – Columbo: Now You See Him
- 1976 – W C Fields and Me

## Teater

### Roller
| År   | Roll                | Produktion                                                           | Regi         | Teater                          |
| ---- | ------------------- | -------------------------------------------------------------------- | ------------ | ------------------------------- |
| 1949 | Seabee Richard West | South Pacific Richard Rodgers, Oscar Hammerstein II och Joshua Logan | Joshua Logan | Majestic Theatre, New York, USA |